# Suaeda physophora
Suaeda physophora är en amarantväxtart som beskrevs av Pall.. Suaeda physophora ingår i släktet saltörter, och familjen amarantväxter. Inga underarter finns listade i Catalogue of Life.